# Don Powell
Donald George "Don" Powell (10 de septiembre de 1946) es un baterista británico, reconocido por su participación en la agrupación de glam rock Slade.

## Discografía

### Slade
- Beginnings (como Ambrose Slade, 1969)
- Play It Loud (1970)
- Slayed? (1972)
- Old New Borrowed and Blue (1974)
- Slade in Flame  (1974)
- Nobody's Fools (1976)
- Whatever Happened to Slade (1977)
- Return to Base (1979)
- We'll Bring the House Down (1981)
- Till Deaf Do Us Part (1981)
- The Amazing Kamikaze Syndrome (1983), relanzado en 1984 como Keep Your Hands Off My Power Supply
- Rogues Gallery (1985)
- Crackers - The Christmas Party Album (1985)
- You Boyz Make Big Noize (1987)
- Keep on Rockin' (1994) (como Slade II), relanzado en 2002 como Cum On Let's Party